# 小行星9111
小行星9111（英語：9111 Matarazzo）是一颗围绕太阳公转的小行星。1997年1月28日，P. Sicoli、F. Manca在索尔马诺发现了此天体。
这颗小行星的绝对星等为268.10268等。